# Tupalovce
Tupalovce je naselje u gradu Leskovcu, Jablanički upravni okrug, Srbija. Prema popisu iz 2022. godine u Tupalovcu je živjelo 248 stanovnikа.